# Kagerulle
En kagerulle er et cylinderformet køkken- og bageredskab, som bruges til at forme og flade deje ud. To typer kageruller findes: ruller og pinde. Rullerne består af et tykt, cylindrisk rulleleje med små håndtag i hver ende. Rullepinde er normalt tynde, tilspidsede stave. Kageruller af forskellige stilarter og materialer giver fordele i forhold til hinanden, da de anvendes til forskellige opgaver i madlavning og bagning.

## Typer af kageruller
- Rullepind: Tynde stænger typisk lavet af træ og ca. 2-3 cm i diameter. De anvendes ved at rulle pinden henover dejen ved hjælp af ens håndflade(r). Hvor en kagerulle kan virke stor og klumset, er en rullepind let og simpel. Desuden kan den vaskes i en opvaskemaskine eller sammen med andet, normalt opvask, til sammenligning med den typiske kagerulle hvor lejrene ville ruste eller på anden vis tage skade.
- Kagerulle: Består af en tyk, tung rulle lavet af forskellige materialer og ca. 7-10 cm i diameter med tyndere håndtag, som strækker sig gennem valsen. Den anvendes ved at tage fat i håndtagene (eller håndtaget) og køre rullen henover dejen.
- Svigermor er en af de variationer, som findes af kagerullen, men med helt andre formål. I tilfældet af svigermor, er det en kagerulle med ét sammensluttet håndtag (frem for de to separate), og en cylinder med afrundede "pigge" på, som bruges til at prikke en masse huller i deje. Ved at prikke huller i dejen opnår man at den hæver ensartet op under afbagningen, hvor væske fra margarinen vil fordampe og ellers resultere i en f.eks. ujævn mørdej. Navnet hentyder i spøg til anstrengte forhold til svigermødre, som hele tiden "prikker" til andre.

## Materialer
Kageruller kommer i mange forskellige størrelser, former og materialer, herunder glas, keramik, akryl, bakelit, kobber, messing, aluminium, silikone, træ, rustfrit stål, marmor og plastik. Nogle er hule og kan fyldes med koldt eller varmt vand for bedre at kunne rulle den ønskede dej. Marmorkageruller kan afkøles for at opretholde en kold dej, hvilket letter arbejdet med f.eks. butterdej.

## Historie
I 1600- og 1700-tallet nævnes en såkaldt "nudelholz" (artiklen på tysk), et hjemmelavet redskab, som blev brugt til et bearbejde dejen, men de første tegn på kageruller rækker så langt tilbage som 900 f.Kr. og blev fundet i Italien. I 1800-tallet kommer dog de mere genkendelige kageruller, der startede som et stykke træ formet som en kagerulle, men med samme funktion som en rullepind. Idéen bag at føre en tynd jernstang igennem rullen kom også i den tid frem, men mistede popularitet, da de viste sig mindre holdbare end dens forgænger. Den afrikansk-amerikanske opfinder J. W. Reed er, efter sigende, den person som i slutningen af det 19. århundrede opfandt den kagerulle, som vi kender i dag. De ovennævnte materialer blev også brugt i 1800-tallet, med undtagelse af kageruller af smukt dekoreret glas, som kom frem i England i 1900-tallet.
Senere hen blev kagerullen et symbol på kvindens arbejde i køkkenet, og er stereotypisk vist i tegnefilm, serier og bøger i hånden på sure hustruer, der bruger kagerullen som slagvåben. Ifølge visse kogebøger er tunge kageruller af træ, bedre brugt på køkkenhjælpere – når frustreret – end på dejen.
I dag er kagerullen alment eje hos privatpersoner som bager derhjemme. I bagerier og konditorier findes der udover kageruller og rullepinde typisk et såkaldt rullebord. Disse borde består af to synkrone rullebånd med hvert deres lærred på, delt af en midt-sektion bestående af en øvre og nedre metallisk kagerulle, som indstilles efter hvor mange mm, en dej skal rulles ned på. Rullebordet er praktisk, når man arbejder med f.eks. 50 kg dej og hurtigt (samt præcist) skal bearbejde dejen.